# Kerk van Adorp
De kerk van Adorp is een oorspronkelijk romaans kerkgebouw op de wierde van Adorp in de Nederlandse provincie Groningen.

## Geschiedenis
De eerste kerk van Adorp bevond zich elders in het dorp. De huidige dertiende-eeuwse kerk werd na de Reductie van Groningen in 1594 hervormd.
De zaalkerk werd in 1667 grondig gemoderniseerd. Daarbij verdwenen alle romaanse kenmerken. De stenen gewelven werden vervangen door een houten zoldering. De rondboogvensters werden vergroot en kregen glas-in-loodramen. De oorspronkelijke ingangen in de noord- en zuidmuur werden dichtgemetseld. Uit die periode dateren ook het smeedwerk en het kerkmeubilair, zoals de kerkbanken, de preekstoel, de koorsluiting, de dooptuin, het offerblok en de avondmaalstafel. In de eerste helft van de negentiende eeuw werd de kerk geheel wit bepleisterd, waarmee ook de bakstenen uit het zicht verdwenen. Het glas-in-lood werd vervangen door ijzeren ramen. 
In 1968 is de kerk door vrijwilligers opgeknapt. Het bruine balkenplafond werd in een zachtblauwe kleur overgeschilderd en de binnenmuren werden afgebikt en van een nieuwe stuclaag voorzien. In 1980 is de kerk overgedragen aan de Stichting Oude Groninger Kerken. Sinds 2005 wordt deze kerk ook gebruikt door het kerkgenootschap Gereformeerde Kerken in Nederland (hersteld).

## Toren en klok
Bij de kerk heeft een losstaande kerktoren gestaan die in 1794 werd afgebroken. Het smeedijzeren torenuurwerk, dat in 1636 is gemaakt door Thys Pyttersz., is in de kerk opgesteld in het koor.
Waarschijnlijk is omstreeks 1800 een dakruiter geplaatst, die in 1849 door een nieuwe is vervangen. Daarin hangt een luidklok, die in 1618 te Deventer gemaakt is door de klokkengieter Henrick Wegewart en afkomstig is uit de in 1785 gesloopte kerk van Harssens. Tijdens de Tweede Wereldoorlog werd de klok weggehaald om voor de Duitse wapenindustrie te worden omgesmolten, maar in 1949 kwam hij beschadigd terug in Adorp. Pas in 1999 kon de klok na grondige reparatie en restauratie weer in gebruik genomen worden.

## Orgel
Tot 1815 was er geen kerkorgel, maar in dat jaar werd een pijporgel geplaatst door de orgelbouwer N.A. Lohman. Hij gebruikte ouder pijpwerk, deels van de hand van H.H. Freytag. Het Lohman-orgel werd in 1899 vervangen door het eerste nieuwbouworgel van Marten Eertman, die vrijwel al het oude pijpwerk erin overzette. Het houtsnijwerk komt uit een ander orgel en past niet helemaal. Omdat de nog onervaren Eertman het orgelbalkon voor dit te grote instrument moest verlagen, werd het afgeronde bovendeel van de toegangsdeur van de kerk afgezaagd en vastgezet. Eertman bracht in 1915 een wijziging aan in de dispositie. In 1996 werd het instrument gerestaureerd door Mense Ruiter. Het heeft een mechanische tractuur, één manuaal, acht registers en een aangehangen pedaal.